# Benoît Valentin
Benoît Valentin (Écully, 8 de diciembre de 1992) es un deportista francés que compite en esquí acrobático, especialista en la prueba de halfpipe. Consiguió una medalla de bronce en los X Games de Invierno.

## Medallero internacional
| \| X Games de Invierno \| X Games de Invierno \| X Games de Invierno \| X Games de Invierno \| \| Año \| Lugar \| Medalla \| Prueba \| \| ------------------- \| ---------------------- \| ------------------- \| ------------------- \| \| 2016 \| Aspen (Estados Unidos) \| Medalla de bronce \| Superpipe \| |                        |                   |           |
| X Games de Invierno |                        |                   |           |
| Año | Lugar                  | Medalla           | Prueba    |
| 2016 | Aspen (Estados Unidos) | Medalla de bronce | Superpipe |